# Trezzano sul Naviglio
Trezzano sul Naviglio település Olaszországban, Lombardia régióban, Milánó megyében. Lakosainak száma 21 474 fő (2023. január 1.). Trezzano sul Naviglio Buccinasco, Cesano Boscone, Corsico, Gaggiano, Milánó, Cusago és Zibido San Giacomo községekkel határos.

## Népesség
A település lakossága az elmúlt években az alábbi módon változott:
| Lakosok száma | 20 497 | 20 944 | 20 956 | 21 474 |
|               | 2013   | 2017   | 2018   | 2023   |